# ويليام ماكول
ويليام كاميرون ماكول (بالإنجليزية: William Cameron McCool)‏ ‏(23 سبتمبر 1961 - 1 فبراير 2003) هو ضابط في بحرية الولايات المتحدة وملاح جوي، وطيار اختبار، ومهندس طيران وفضاء جوي ورائد فضاء في وكالة ناسا وأحد الذين لقوا حتفهم في حادثة تفكك المكوك الفضائي كولومبيا.